# Kantiléna (sbor dětí a mládeže při Filharmonii Brno)
Kantiléna, sbor dětí a mládeže při Filharmonii Brno je výběrový sbor působící v Brně. Zaměřuje se jak na českou, tak světovou hudbu a na svých koncertech uvádí i novinky soudobých autorů. Uměleckým vedoucím Kantilény je od roku 2020 Michal Jančík.
Přípravná oddělení sboru vedou Michal Jančík a Veronika Novosádová.

## Historie
Kantiléna vznikla roku 1956 z podnětu Ivana Sedláčka jako Šlapanický dětský sbor. V roce 1962 sbor upoutal pozornost vítězstvím v celostátní soutěži v Bratislavě. Roku 1967 se ze školního sboru stalo výběrové těleso působící pod názvem Kantiléna. Postupně začíná spolupracovat s předními skladateli, orchestry i dirigenty a buduje si vynikající domácí i mezinárodní pověst.
Díky spolupráci s hlasovým pedagogem prof. Jiřím Barem si Kantiléna vypěstovala kvalitní hlasovou technicku. Na jeho práci navázala prof. Anna Barová, dlouholetá vynikající operní sólistkou Národního divadla Brno. Od roku 1984 působí Kantiléna při Filharmonii Brno (dříve Státní filharmonie Brno).

## Soutěže
| Rok  | Soutěž / Festival                               | Cena                                                              |
| ---- | ----------------------------------------------- | ----------------------------------------------------------------- |
| 1974 | Muziekfestival voor de Jeugd NEERPELT           | 1. cena cum laude (97 bodů)                                       |
| 1975 | Mladinski pevski festival CELJE                 | Zlatá medaile (97,6 bodů)                                         |
| 1977 | Concorso polifonico Guido di AREZZO             | 1. cena (250/300 bodů)                                            |
| 1979 | Meždunaroden chorov konkurs VARNA               | Stříbrná medaile                                                  |
| 1981 | Concorso polifonico Guido di AREZZO             | 1. cena (285,5/300 bodů), Absolutní vítězství a Cena Bély Bartóka |
| 1982 | Concorso per cori di voci bianche PRATO         | 1. cena                                                           |
| 1984 | Muziekfestival voor de Jeugd NEERPELT           | 1. cena summa cum laude (99 bodů)                                 |
| 1985 | Festival international de choeurs NANTES        | 3. cena a 1. cena za povinnou skladbu                             |
| 1987 | Certamen de cancion para corales TOLOSA         | 2. cena                                                           |
| 1987 | The Radio Competition Let Peoples Sing HELSINKI | 2. cena                                                           |
| 1987 | The Opera Choir Competition PRAGUE              | 1. cena                                                           |
| 2006 | Muziekfestival voor de Jeugd NEERPELT           | 1. cena summa cum laude (98 bodů)                                 |
| 2008 | 5th World Choir Games GRAZ                      | Dvě zlaté medaile                                                 |
| 2009 | Montreux Choral Festival 2009 MONTREUX          | Cena publika, diplom "Excellent"                                  |

## Diskografie

### CD
- Špalíček – B.Martinů, vydavatelství Supraphon, digital record, č. 0923-1 232G, rok 1989
- Kantiléna – vydavatel G agency 002, rok 1991
- Gloria in excelsis – vydavatelství Panton, 81 1384 – 2 – 231, rok 1994
- Cantate Domino – vydavatel Artimus, ARMU 005 – 2, rok 1998
- Štědrej večer nastal... – vydavatel GZ Digital Media a.s., LI 0507-2 211, rok 2001
- Kantiléna Live – vydavatel Antiphona, AA 0075-2231, rok 2002
- Záznam slavnostního koncertu k zahájení 50. sezóny sboru – vydavatel ing. Karel Špalek, studioblok.cz, rok 2005
- Z hvězdy vyšlo slunce (Kantiléna & Hradišťan & Filharmonie Brno) – roku 2009 vydalo J&M Agency s.r.o.

### LP
- Kantiléna – vydavatelství Panton, č. 080204 a 880204 (mono, stereo), rok 1971
- Jakobín – bez škrtů vydavatelství Supraphon, č. 1 12 2481-83, rok 1978
- Kantiléna – vydavatelství Supraphon, č. 1 12 2315, rok 1978
- Špalíček – B.Martinů, vydavatelství Panton, č. 8116 0387, 8116 0388, rok 1983
- Veselé vánoční hody – vydavatelství Panton, č. 8113 0520, rok 1985
- Vánoce s Moravankou – vydavatelství Panton, č. 8117 0089, rok 1979
- Vánoce na Moravě – vydavatelství Supraphon, č. 11173659 G, rok 1986
- Kantiléna – vydavatelství Panton, č. 81 0662 – 1211, rok 1990 (nahráno už 1986 a 1989)

### Rozhlas
- Postupně pořizovány záznamy většiny skladeb napsaných pro Kantilénu a jiné celkem cca 600 minut
- Dvě rozhlasové ceny (pořad p.redaktora Šimíčka a soutěž rozhlas. dětských sborů Ať národy zpívají Helsinky 88, 2. cena
- Spoluúčast na Music for Christmas - A concert of festive music from around Europe LIVE : BBC Volume IV Number 4 1995